# Cazador junto a una fuente
El Cazador junto a una fuente es un cuadro de Francisco de Goya conservado en el  Museo del Prado.

## Análisis del cuadro
Corresponde a una serie de cartones que Goya pintó para los tapices que irían destinados al comedor del Príncipe del Palacio de El Pardo en Madrid. Formó parte de un conjunto compuesto por "Las floreras o la primavera", "La nevada o el invierno", "La era o el verano", "La vendimia o el otoño". Se colocó este último en el centro de la pared y a sus lados se colgaron "Pastor tocando la dulzaina" y "Cazador junto a una fuente".
La composición es triangular, como en los otros cuadros. Aquí de nuevo la iluminación es elemento importante, que trasmite al espectador la paz de la luz otoñal del atardecer, que en este caso se refleja de lleno sobre la figura del cazador. En este caso no hay personajes que acompañen la escena principal.
En 1984 y 1987 se localizó el boceto de este cuadro junto con otros 6 en los fondos del museo. Era costumbre de los artistas el hacer bocetos preparatorios para los futuros lienzos. A estos bocetos, Goya les llamaba “borroncillos” y decía de ellos […] en que también se hazen algunos gastos....